# Семь благословений (фильм)
«Семь благословений» (ивр. שבע ברכות‎) — израильский комедийно-драматический фильм 2023 года режиссёра Айелет Менахеми. В главной роли актриса Реймонд Амсалем, написавшая сценарий в соавторстве с Элеанор Села.Название фильма является отсылкой к благословениям новобрачных Шева Брахот. Премьера в израильских кинотеатрах состоялась 7 сентября 2023 года. Фильм получил 10 премий Офира, в том числе за лучший фильм, лучшую режиссуру, лучшую женскую роль (Реймонд Амсаллем), лучшую женскую роль второго плана (Тиква Даян) и лучший сценарий. Как победитель премии Офир фильм будет представлять Израиль на кинопремии Оскар 2024.

## Сюжет
Действие происходит в начале 90-х годов в Иерусалиме. Показана жизнь шумной еврейско-марокканской семьи, многие члены которой говорят на нескольких языках (иврит, марокканский, французский и франко-марокканский диалект). Однако за счастливым и радостным фасадом единства скрываются секреты, ложь и старая и болезненная рана прошлого.
Главное событие — свадьба 40-летней Мари (Раймонд Амсалем), которую ведут под хупу биологическая мать Хана(Тиква Даян) и Грация (Ревека Бахер), её приёмная мать, родная сестра Ханы. Мари гостит у разных членов своей родной семьи во время семи дней исполнения обычая семи свадебных благословений, каждое из семи действий фильма происходит в разных домах.
Мари родилась в многодетной семье, а выросла и была воспитана бездетной сестрой своей биологической матери. Биологическая мать отдала Мари в двухлетнем возрасте своей бездетной сестре, чтобы исполнить марокканский обычай, препятствующий разводу бездетной женщины с мужем. Отдаётся всегда одна из дочерей (никогда сыновья). Мари много лет прожила во Франции, затаив обиду на свою биологическую мать. Обычай, который должен был стать актом доброты, был воспринят Мари, как акт зла, ставший причиной её сиротства. Мари воспринимает события, как акт двойного сиротства: оставление одной матери, а затем — когда Мари возвращается из Франции в Израиль — оставление второй матери.
Вся семья считает, что Мари должна быть благодарна за то, что она попала к богатой тёте и выросла не зная финансовых проблем своей родной семьи, оставшейся бедной (но большой и любящей). Села и Амсалем играют близких друг другу сестер Мари (Амсалем) и Ирит (Села), однако близкая дружба между ними —иллюзия, призванная скрыть годы разочарований и ревности. Шесть родных братьев Мари проходят путь от светских до верующих, пытаясь принять марокканские традиции. Они пережили эту историю совсем иначе, для них Мари была той, у кого было всё, и она до сих пор смеет жаловаться.
Маленькая европейская семья Дана, жениха Мари, является полной противоположностью семье Мари, подобной извергающемуся вулкану.
Фильм основан на реальных событиях, а Раймонд Амсалем и Элеонора Села, написавшие сценарий, являются двоюродными сёстрами, которые лично пережили похожую семейную драму и вместе более семи лет трудились над её описанием.

## Актёры
- Реймонд Амсаллем — Мари, невеста
- Тиква Даян— Хана, биологическая мать Мари
- Элеонора Села —Ирит, родная сестра Мари, дочь Ханы
- Ривка Бахар— Грасия, родная сестра Ханы, приёмная мать Мари
- Эран Мор—Дан, жених Мари
- Дэниел Сабаг—Саймон, сын Ханы, брат Мари
- Яэль Левенталь
- Идит Теперсон
- Анна Базиз
- Йогев Кейнан
- Йоав Леви
- Эмануэль Бусидан
- Морин Амор
- Хила Ди Кастро
- Став Маген

## Награды
| Год      | Премия       | Категория                         | Получатель                      | Результат | Ссылка      |
| -------- | ------------ | --------------------------------- | ------------------------------- | --------- | ----------- |
| 2023 год | Премия Офира | Лучший фильм                      | Семь благословений              | Победа    | [ 7 ] [ 8 ] |
| 2023 год | Премия Офира | Лучший режиссёр                   | Айелет Менахеми                 | Победа    | [ 7 ] [ 8 ] |
| 2023 год | Премия Офира | Лучшая актриса                    | Реймонд Амсалем                 | Победа    | [ 7 ] [ 8 ] |
| 2023 год | Премия Офира | Лучшая актриса второго плана      | Тиква Даян                      | Победа    | [ 7 ] [ 8 ] |
| 2023 год | Премия Офира | Лучший сценарий                   | Реймонд Амсалем и Элеонора Села | Победа    | [ 7 ] [ 8 ] |
| 2023 год | Премия Офира | Лучшая операторская работа        | Боаз Ионатан Яаков              | Номинация | [ 7 ] [ 8 ] |
| 2023 год | Премия Офира | Лучший монтаж                     | Айелет Менахеми                 | Победа    | [ 7 ] [ 8 ] |
| 2023 год | Премия Офира | Лучшее художественное направление | Амир Ярон                       | Номинация | [ 7 ] [ 8 ] |
| 2023 год | Премия Офира | Лучший дизайн костюмов            | Инбал Шуки                      | Победа    | [ 7 ] [ 8 ] |
| 2023 год | Премия Офира | Лучший макияж                     | Орли Ронен                      | Победа    | [ 7 ] [ 8 ] |
| 2023 год | Премия Офира | Лучший кастинг                    | Орит Фукс Ротем                 | Победа    | [ 7 ] [ 8 ] |
| 2023 год | Премия Офира | Лучший саундтрек                  | Авив Альдема и Майкл Легум      | Победа    | [ 7 ] [ 8 ] |